# البنك المركزي لدول وسط إفريقيا
المصرف المركزي لدول وسط إفريقيا هو المصرف المركزي لستة دول وسط إفريقيا، الدول التي تشكل المجموعة الاقتصادية والنقدية لوسط إفريقيا.
- الكاميرون
- افريقيا الوسطى
- تشاد
- غينيا الإستوائية
- الغابون
- جمهورية الكونغو

الدول الملونة باللون الأحمر دول تتبع للمصرف المركزي لدول وسط إفريقيا

مقر المصرف يقع في عاصمة الكاميرون ياوندي.
العملة الرسمية الذي ينتجها المصرف هي عملة فرنك وسط إفريقيا.